# Euphorbia atrox
Euphorbia atrox är en törelväxtart som beskrevs av F.K.Horw. och Susan Carter. Euphorbia atrox ingår i släktet törlar, och familjen törelväxter.
Artens utbredningsområde är Somalia. Inga underarter finns listade i Catalogue of Life.